# BA-791
A BA-791 é uma rodovia do Estado da Bahia que liga a sede do município de Quixabeira à BR-324. Com uma extensão de aproximadamente 9 km, foi totalmente restaurada em 2011, após longo período de abandono onde o asfalto que havia antes se deteriorou por completo. A responsabilidade pela conservação da rodovia é do Departamento de Infraestrutura de Transportes da Bahia (DERBA), pela 4ª RM (Residência de Manutenção), localizada em Jacobina.